# Euphorbia heterochroma
Euphorbia heterochroma är en törelväxtart som beskrevs av Ferdinand Albin Pax. Euphorbia heterochroma ingår i släktet törlar, och familjen törelväxter.

## Underarter
Arten delas in i följande underarter:
- E. h. heterochroma
- E. h. tsavoensis

## Bildgalleri

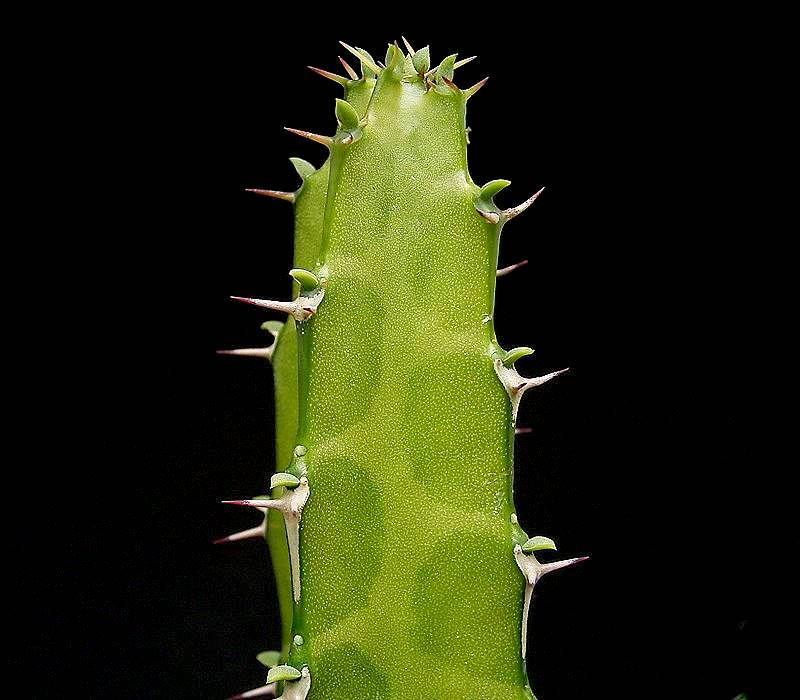
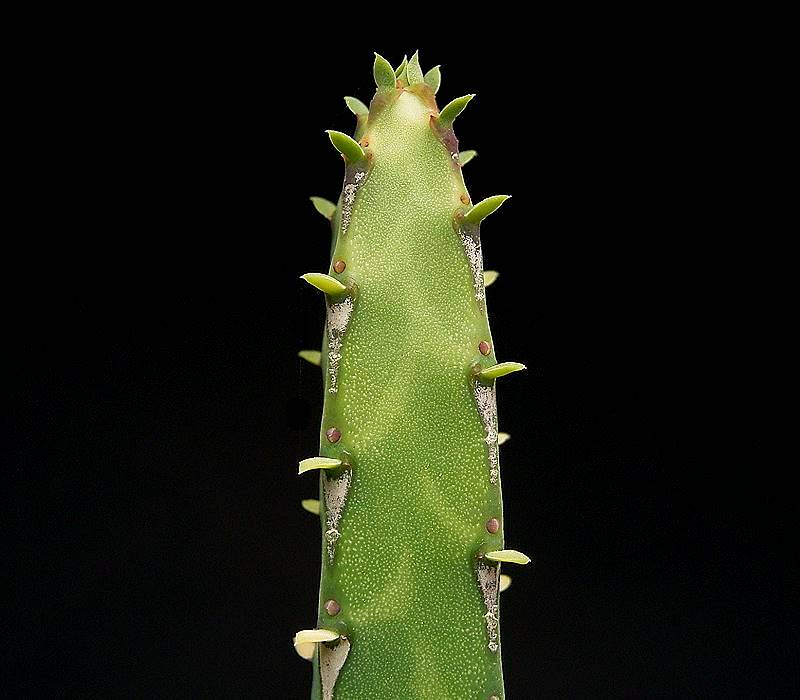
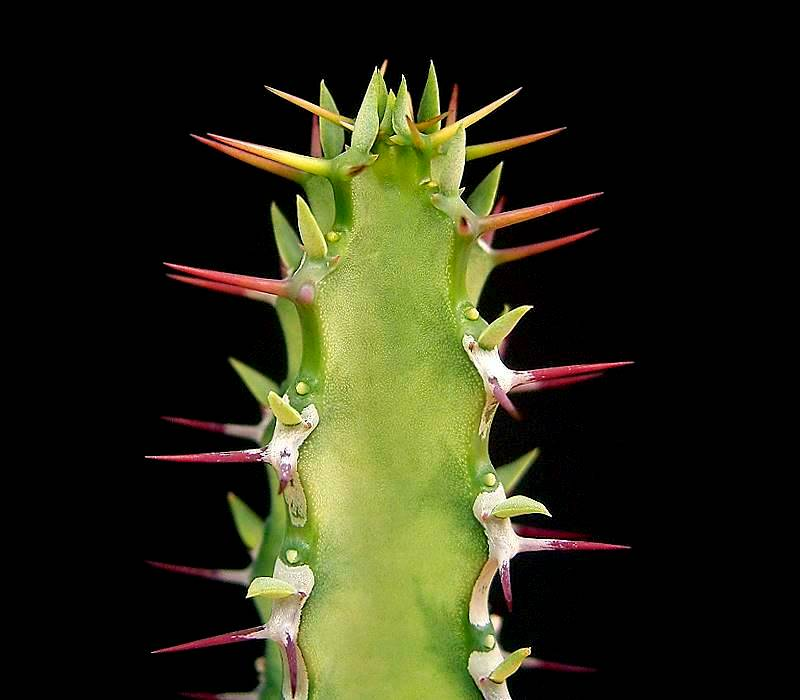
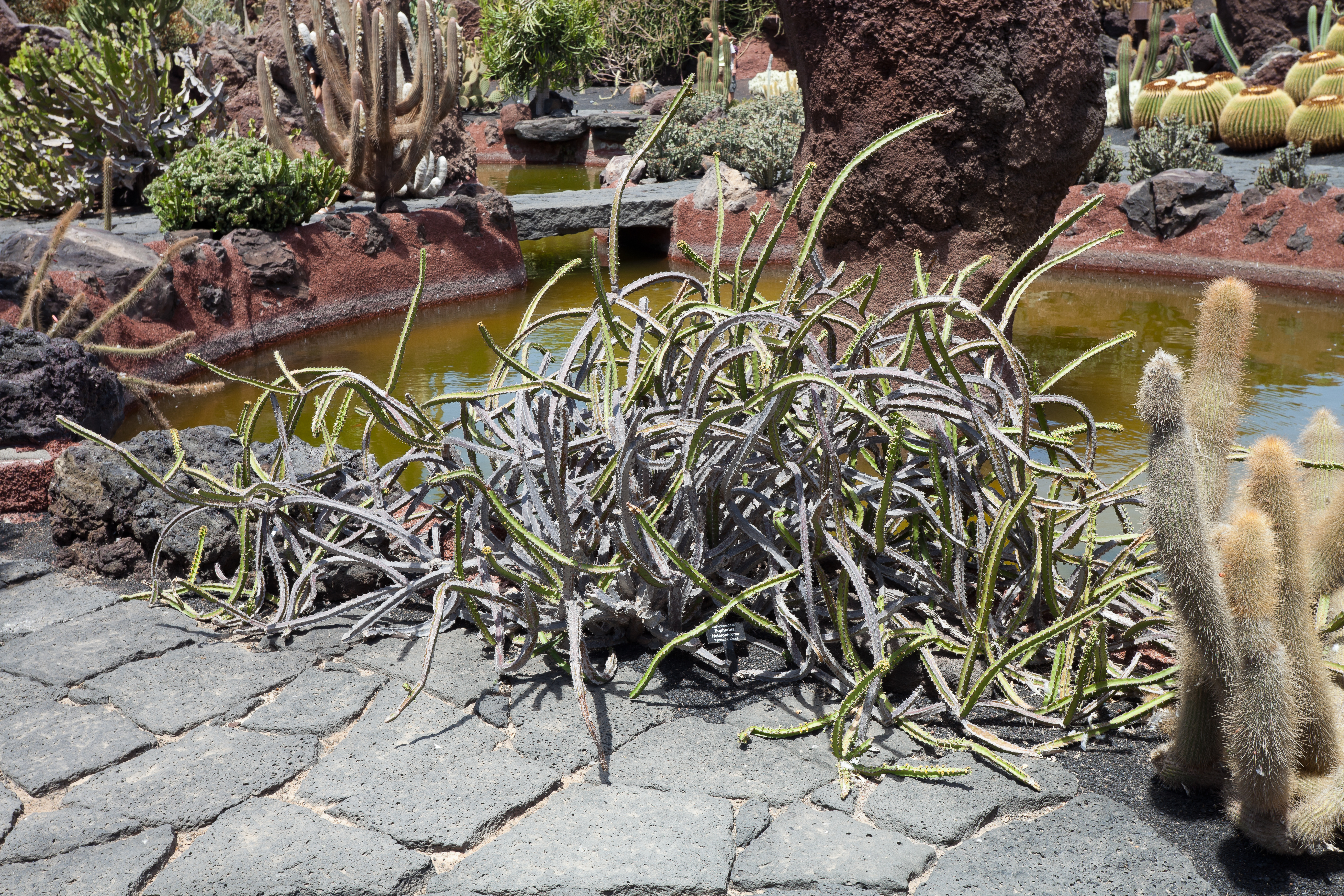